# Atrophaneura dixoni
Espèce
Atrophaneura dixoni est une espèce de lépidoptères (papillons) de la famille des Papilionidae. Cette espèce est endémique de l'île de Célèbes en Indonésie.

## Description

### Imago
Atrophaneura dixoni est un grand papillon dont l'envergure est comprise entre 13 et 15 cm. À l'avers les ailes antérieures sont noires, elles sont plus claires autour des veines et présentent des reflets bleutés. Les ailes postérieures sont dentelées, sans queues et de couleur noire. Chez la femelle elles sont rosâtres dans la zone submarginale avec des macules noires.
Au revers les ailes antérieures sont identiques, mais les ailes postérieures portent des macules rouge. Chez le mâle les ailes postérieures portent une macule rouge et une série de lunules rouge plus ou moins développées, chez la femelle les ailes postérieures portent une bande rose et une série de lunules rose plus larges que celles du mâle.
Le corps et la tête sont noirs, l'extrémité de l'abdomen et les côtés du thorax sont rouges chez le mâle et rose chez la femelle. 

## Écologie
L'écologie de cette espèce est mal connue. La plante hôte n'a pas été identifiée mais il s'agit probablement d'une plante de la famille des Aristolochiaceae comme les autres espèces du groupe d'Atrophaneura nox. Les chenilles passent par cinq stades avant de se changer en chrysalide. Comme toutes les espèces de Papilionidae elles possèdent probablement un osmeterium derrière la tête qu'elles sortent quand elles se sentent menacées.

## Habitat et répartition
Atrophaneura dixoni  est endémique de l'île de Célèbes en Indonésie, située dans la région tropicale. L'espèce vit plus particulièrement dans le nord et le centre de l'île.

## Systématique
L'espèce Atrophaneura dixoni a été décrite en 1900 par Henley Grose-Smith dans Annals and magazine of natural history sous le nom Papilio dixoni. Elle a été décrite à partir d'un spécimen femelle provenant de Bwool dans le nord de Célèbes et nommée en l'honneur de Franck Dixon, la personne qui l'a capturée. Elle fait partie du groupe d'Atrophaneura nox.

## Atrophaneura dixoniet l'Homme

### Menaces et conservation
L'espèce n'est pas évaluée par l'UICN. En 1985 elle était considérée comme peu commune voir rare, mais son statut demeurait incertain. 